# Локомотив (футзальний клуб, Одеса)
ФК «Локомотив» — колишній український футзальний клуб з Одеси. Був заснований в червні 1993 року. Один з найтитулованіших футзальних клубів України. Розформований після сезону 1998/1999.

## Історія

### Україна
У червні 1993 року відомий одеський футболіст Анатолій Колдаков, який на той час був директором ДЮСШ «Локомотив», ініціював створення в Одесі першого в її історії професійного футзального клубу. Він разом з тренером ДЮСШ «Локомотив» Євгеном Армером і Валерієм Іонишем впродовж липня-серпня провів серйозну селекційну роботу з пошуку гравців у команду. Було переглянуто близько 250 гравців. Фінансову підтримку команді надав «NORD БАНК» в особі Валерія Пермінова. Команда отримала назву «Одеса-Норд», був сформований штатний колектив, придбане екіпірування й усі необхідні для нормальної життєдіяльності клубу атрибути. 9 вересня Анатолій Колдаков з інсультом був доставлений в лікарню, де переніс ще три інсульти. У рідкісні моменти, коли Анатолій Олександрович приходив до тями, всі його питання стосувалися команди. Він говорив: «Що б там не було, команда повинна жити і перемагати».
24 вересня 1993 року «Одеса-Норд» дебютувала в першості України серед команд першої ліги. Впродовж сезону команда не опускалася нижче четвертого місця і у підсумку виграла бронзові нагороди, що дало право перейти у вищу лігу.
У дебютному вищоліговому сезоні у клубі відбулися історичні реорганізаційні зміни. У грудні 1994 року у спонсорів команди почалися фінансові проблеми і вона перейшла під юрисдикцію Одеської залізниці, а також була перейменована в «Локомотив». У другому колі сезону 1994/1995 команду очолив Валерій Водян і під керівництвом цього наставника в сезоні 1995/1996 «Локомотив» вчинив революцію, скинувши з престолу тодішнього флагмана вітчизняного футзалу — дніпропетровський «Механізатор». Команди завершили сезон з рівним показником очок, але у «золотому матчі», що відбувався у Києві, перемогла одеська команда. Найкращим гравцем України сезону 1995/96 був визнаний захисник «Локомотива» Олег Безуглий.
У тому ж сезоні одесити вперше у своїй історії зіграли у фіналі Кубка України, але повторно здолати «Механізатор» не змогли (3:4), відклавши реалізацію «золотого дублю» (перемога в чемпіонаті і Кубку України в одному сезоні) на наступний рік.
У міжсезоння у команду прийшли досвідчені гравці: брати Олександр і Сергій Москалюки, Олександр Косенко, Ігор Москвичов, Геннадій Мірошниченко і Володимир Чередніченко. З таким серйозним кадровим поповненням у сезоні 1996/1997 рівних «Локомотиву» в Україні не виявилося, адже команда вперше у своїй історії зробила омріяний «золотий дубль», вигравши чемпіонат і Кубок.
Рік по тому історія повторилася з тією лише різницею, що перевага «залізничників» над суперниками зросла ще більше. Про команду почали складати легенди, а переважна більшість суперників, які приїздили на календарні матчі в Одесу, ставили перед собою завдання не пропустити у свої ворота понад десять м'ячів.
Своїх останніх чемпіонських успіхів «Локомотив» домагався на тлі фінансової кризи, оскільки після зміни начальника Одеської залізниці, яка була головним спонсором клубу, практично припинилося його фінансування. Після цього почалися пошуки нових спонсорів, але без особливого успіху.
18 квітня 1998 року «Локомотив» голосно грюкнув дверима, у своєму останньому в історії офіційному матчі у вищій лізі розгромивши макіївський «Вуглик» — 28:4. Ця перемога досі є найбільшою в історії українського футзалу.

### Міжнародні змагання
Першим і єдиним міжнародним клубним турніром для «Локомотива» став Турнір європейських чемпіонів з футзалу в 1997 році, який проходив в Москві. Обігравши голландський «Веерхус» (2:1) і зігравши внічию з іспанським «Бумерангом Інтерв'ю» (4:4) одесити на груповому етапі посіли 2-ге місце. Програвши у півфіналі московській «Діні» (4:9), у матчі за третє місце «Локомотив» знову зустрівся з іспанцями, яким цього разу програв 3:5 і посівчетверте місце, за яке команда була нагороджена малими бронзовими медалями. Найкращим бомбардиром «Локомотива» на цьому турнірі став Георгій Мельніков, який відзначився 4 рази.

### Крах легендарної команди
Дебют на міжнародній арені для «Локомотива» слід визнати вдалим. Було очевидно, що одесити готові до жорсткої конкуренції з провідними клубами Європи. Однак мрії тренерського штабу «Локомотива» на чолі з Валерієм Водяном зі створення в Одесі елітного європейського футзального клубу так і залишилися мріями. Відразу після «золотого» сезону 1997/1998 зоряний склад команди був розформований. Молодіжний склад 1982/83 рр. н. перевели в першу лігу. і після сезону 1998/1999 «Локомотив» остаточно припинив своє існування, залишивши про себе лише яскраві спогади.

## Склад команди
Склад команди на момент зняття зі змагань (поч. 1999 року).
| №  | Гравець            | Позиція  | Національність |
| 1  | Валерій Кардецький | Воротар  | Україна        |
| 12 | Віталій Федевич    | Воротар  | Україна        |
| 17 | Сергій Болотніков  | Воротар  | Україна        |
| 2  | Дмитро Загородний  | Польовий | Україна        |
| 3  | Артем Васьковський | Польовий | Україна        |
| 4  | Олег Самсонов      | Польовий | Україна        |
| 5  | Євген Єременко     | Польовий | Україна        |
| 7  | Євген Усік         | Польовий | Україна        |
| 8  | Максим Гуменюк     | Польовий | Україна        |
| 9  | Сергій Таранчук    | Польовий | Україна        |
| 10 | Максим Швидкий     | Польовий | Україна        |
| 10 | Валерій Гуцулов    | Польовий | Україна        |
| 11 | Євген Побережний   | Польовий | Україна        |
| 14 | Леонід Лихомець    | Польовий | Україна        |
| 15 | Олександр Бандурко | Польовий | Україна        |
| 16 | Максим Коптєв      | Польовий | Україна        |

## Виступи в чемпіонатах України
| Сезон                 | Ліга                  | Місце                 | І   | В   | Н  | П  | РМ      | О   |
| 1993/94               | Перша                 | 3                     | 26  | 18  | 3  | 5  | 121-73  | 39  |
| 1994/95               | Вища                  | 9                     | 26  | 9   | 4  | 13 | 105-122 | 22  |
| 1995/96               | Вища                  | 1                     | 29  | 25  | 3  | 1  | 187-75  | 53  |
| 1996/97               | Вища                  | 1                     | 26  | 23  | 3  | 0  | 203-60  | 72  |
| 1997/98               | Вища                  | 1                     | 28  | 27  | 1  | 0  | 204-49  | 82  |
| 1998/99               | Перша                 | 7 (група А)           | 24  | 4   | 2  | 18 | 37-85   | 14  |
| Загалом в першій лізі | Загалом в першій лізі | Загалом в першій лізі | 50  | 22  | 5  | 23 | 158-158 | 49  |
| Загалом у вищій лізі  | Загалом у вищій лізі  | Загалом у вищій лізі  | 109 | 84  | 11 | 14 | 699-306 | 179 |
| Загалом за історію    | Загалом за історію    | Загалом за історію    | 159 | 106 | 16 | 37 | 857-464 | 228 |
| --------------------- | --------------------- | --------------------- | --- | --- | -- | -- | ------- | --- |

## Виступи в Кубку України
| Сезон   | Досягнення                         | І  | В  | Н | П | РМ     |
| 1993/94 | 3 місце у групі Б фінального етапу | 4  | 2  | 0 | 2 | 19-20  |
| 1994/95 | Вихід в 1/4 фіналу                 | 4  | 1  | 1 | 2 | 16-20  |
| 1995/96 | Вихід у фінал                      | 8  | 6  | 0 | 2 | 45-24  |
| 1996/97 | Перемога в Кубку                   | 7  | 7  | 0 | 0 | 65-7   |
| 1997/98 | Перемога в Кубку                   | 6  | 5  | 1 | 0 | 54-9   |
| Загалом | Загалом                            | 29 | 21 | 2 | 6 | 199-80 |
| ------- | ---------------------------------- | -- | -- | - | - | ------ |

## Титули та досягнення
- Чемпіон України (3): 1995/96, 1996/97, 1997/98
- Володар Кубка України (2): 1996/97, 1997/98
- Фіналіст Кубка України: 1995/96
- Володар малих бронзових медалей Турніру європейських чемпіонів: 1997
- Приз справедливої гри на Турнірі європейських чемпіонів: 1997[15].
- Переможець міжнародного турніру «Біла акація» (2): 1996, 1997
- Переможець міжнародного турніру «Київська Русь»: 1995
- Срібний призер турніру «Кубок Донбасу»: 1995[1]
- Володар призу чесної гри Турніру європейських чемпіонів: 1997[16]

## Рекорди
- Найбільша перемога: 28:4 («Вуглик» Макіївка, 18 квітня 1998 року, Одеса)
- Найбільша поразка: 3:13 («Університет» (Запоріжжя), 21 листопада 1998 року, Запоріжжя)
- Найбільша перемога в чемпіонатах України (рекорд чемпіонату): 28:4 («Вуглик» Макіївка, 18 квітня 1998 року, Одеса)
- Найбільша поразка в чемпіонатах України: 3:13 («Університет» (Запоріжжя), 21 листопада 1998 року, Запоріжжя)
- Найбільша перемога у Вищій лізі (рекорд чемпіонату): 28:4 («Вуглик» Макіївка, 18 квітня 1998 року, Одеса)
- Найбільша поразка у Вищій лізі: 3:8 («Капітал» (Красногорівка), 29 жовтня 1994 року, Красногорівка); («ВОДЕЯР» (Кременчук), 5 листопада 1994 року, Одеса)
- Найбільша перемога у Першій лізі: 9:0 («Металіст» Дніпропетровськ, 21 листопада 1993 року, Одеса)
- Найбільша поразка у Першій лізі: 3:13 («Університет» (Запоріжжя), 21 листопада 1998 року, Запоріжжя)
- Найбільша перемога в Кубку України (рекорд Кубку): 22:0 («Колос» Хлібодарівка, 19 грудня 1996 року, Одеса; АО «Рудня» Бровари, 12 лютого 1998 року, Одеса)
- Найбільша поразка в Кубку України: 1:9 («Інга» Харків, 30 січня 1994 року, Дніпропетровськ)
- Найбільша перемога в Турнірі європейських чемпіонів: 2:1 («Веерхус» (Хорн), 4 травня 1997 року, Москва)
- Найбільша поразка в Турнірі європейських чемпіонів: 4:9 («Діна» (Москва), 8 травня 1997 року, Москва)
- Найдовша безпрограшна серія в чемпіонатах України (рекорд чемпіонату): 79 ігор: 72 перемог, 7 нічиїх (06.11.1995—18.04.1998)[17]
- Найкращий бомбардир за історію клубу: 155 голів — Сергій Корідзе
- Найкращий бомбардир в чемпіонатах України: 126 голів — Сергій Корідзе
- Найкращий бомбардир в Кубку України: 27 голів — Сергій Корідзе

## Гравці «Локомотива»— найкращі бомбардири офіційних турнірів
- Чемпіонат світу-1996: Олександр Москалюк — 10 голів («Бронзова бутса» за третє місце у списку бомбардирів)
- Чемпіонат України-1995/96: Сергій Корідзе — 43 голи
- Кубок України-1995/96: Сергій Корідзе — 14 голів
- Чемпіонат України-1997/98: Сергій Корідзе — 51 гол

## Усі головні тренери
- Валерій Іониш
- Євген Армер
- Валерій Водян

## Рекордсмени

### Гравці з найбільшою кількістю матчів
| Місце | Гравець                | Матчі | Роки виступів |
| ----- | ---------------------- | ----- | ------------- |
| 1.    | Максим Кондратюк       | 86    | 1994-1997     |
| 2.    | Олег Безуглий          | 80    | 1995-1998     |
| 3.    | Сергій Корідзе         | 77    | 1996-1998     |
| 4.    | Георгій Мельніков      | 75    | 1995-1998     |
| 5.    | Володимир Трибой       | 63    | 1995-1997     |
| 6-7.  | Олександр Косенко      | 53    | 1996-1998     |
| 6-7.  | Володимир Чередніченко | 53    | 1996-1998     |
| 8.    | Олександр Москалюк     | 51    | 1996-1998     |
| 9.    | Олександр Кохан        | 50    | 1993-1996     |
| 10.   | Ігор Москвичов         | 49    | 1996-1998     |

### Гравці з найбільшою кількістю голів
| Місце | Гравець                | Голи | Роки виступів |
| ----- | ---------------------- | ---- | ------------- |
| 1.    | Сергій Корідзе         | 126  | 1995-1998     |
| 2.    | Олег Безуглий          | 76   | 1995-1998     |
| 3.    | Олександр Косенко      | 64   | 1996-1998     |
| 4.    | Георгій Мельніков      | 63   | 1995-1998     |
| 5.    | Ігор Москвичов         | 62   | 1996-1998     |
| 6.    | Олександр Москалюк     | 44   | 1996-1998     |
| 7.    | Кирило Красій          | 37   | 1993-1996     |
| 8-9.  | Віталій Сурич          | 25   | 1993-1996     |
| 8-9.  | Володимир Чередніченко | 25   | 1996-1998     |

Примітка. Враховано матчі і голи тільки в чемпіонаті України.

## Ювілейні голи

### У вищій лізі чемпіонату України
| Гол | Футболіст           | Суперник              | Рахунок | Дата              |
| --- | ------------------- | --------------------- | ------- | ----------------- |
| 1   | Олександр Кохан     | «Рита» (д)            | 2:6     | 1 жовтня 1994     |
| 50  | Віталій Сурич       | «Донбас» (д)          | 6:2     | 17 грудня 1994    |
| 100 | Олександр Кохан     | «Ніке» (д)            | 6:1     | 15 квітня 1995    |
| 150 | Віталій Сурич       | «Надія» (д)           | 13:3    | 14 листопада 1995 |
| 200 | Юрій Куліш          | «КрАЗ» (д)            | 11:1    | 27 грудня 1995    |
| 250 | Тарас Шпичка        | «Україна» (д)         | 7:4     | 3 травня 1996     |
| 300 | Георгій Мельніков   | «УС Кампус» (д)       | 12:2    | 15 вересня 1996   |
| 350 | Ігор Москвичов      | «Форміка» (г)         | 10:3    | 13 жовтня 1996    |
| 400 | Сергій Корідзе      | «Україна» (д)         | 8:0     | 8 березня 1997    |
| 450 | Олег Безуглий       | «Форміка» (д)         | 11:2    | 30 березня 1997   |
| 500 | Олександр Москалюк  | «Дніпроспецсталь» (д) | 6:4     | 27 вересня 1997   |
| 550 | Сергій Корідзе      | «Фотоприлад» (д)      | 20:1    | 23 листопада 1997 |
| 600 | Олександр Косенко   | «Дніпроспецсталь» (г) | 3:3     | 7 лютого 1998     |
| 650 | Олександр Кабаненко | «КрАЗ» (г)            | 7:2     | 11 квітня 1998    |

## Відомі гравці
| - Сергій Корідзе - Олег Безуглий - Георгій Мельніков - Ігор Москвичов - Віталій Сурич |  | - Максим Кондратюк - Володимир Трибой - Олександр Косенко - Олександр Москалюк - Сергій Москалюк |  | - Володимир Чередніченко - Геннадій Мірошниченко - Валерій Кардецький - Олександр Кабаненко - Сергій Гупаленко |  | - Кирило Красій - Олександр Дерік - Олексій Юкель - Дмитро Загородний |